# Simat de la Valldigna
Simat de la Valldigna (spanisch Simat de Valldigna) ist eine Gemeinde in der Region Valencia in Spanien.

## Lage
Simat de la Valldigna liegt in der Comarca Safor, circa 50 Kilometer südlich von Valencia und 20 Kilometer von Cullera und Gandia entfernt. Es ist eines der vier Dörfer der Valldigna in einer Naturzone, die von den Bergen der Serra de Corbera nördlich und dem kleinen Felsmassiv Montdúver südlich umgeben ist.

## Wetter
Da Simat de la Valldigna im Zentrum eines Tals liegt und von Bergen umgeben ist, ist das Wetter sehr mild. Trotzdem hat Simat nebst einigen Teilen der Safor und der Marina Alta die höchsten Niederschlagsmengen der Region.

## Geschichte
Die Region um Simat de la Valldigna ist seit der Frühgeschichte bewohnt. Das zeigen die Höhlen von Bolomor in Tavernes de la Valldigna, und von Medalletes und Parpalló in Barx. Erstmals erwähnt wird der Ort zu Zeiten der maurischen Besatzung. Im 13. Jahrhundert eroberte Jakob I. Simat de la Valldigna zurück, sein Enkel Jakob II. schenkte das Land dem Zisterzienserorden.
Anfangs lebten Christen und Muslime im Gebiet der Valldigna zusammen. Die Muslime durften ihre Religion weiter ausüben. Die Muslime aus der Valldigna versammelten sich in der Moschee von La Xara, um zu beten. Im Gebiet Ferner gingen die moslemischen Kinder regulär zur Schule, Verträge wurden gemacht und Prozesse vor muslimischen Richtern geführt. Dieses alltägliche Zusammenleben endete 1609 mit der beginnenden Vertreibung der Muslime aus Spanien. Das Leben und die Entwicklung im Valldignatal wurde lange von dem Kloster Santa María de la Valldigna bestimmt. Der Einfluss bzw. die Herrschaft des Klosters und seines Abtes über die Region endete 1835, als alle Kloster in Spanien vom Staat besetzt wurden (Desamortisation in Spanien). Das Kloster ging in Privateigentum über und erst 1991 kaufte es die Regionalregierung der Region Valencia zurück.

## Sehenswürdigkeiten

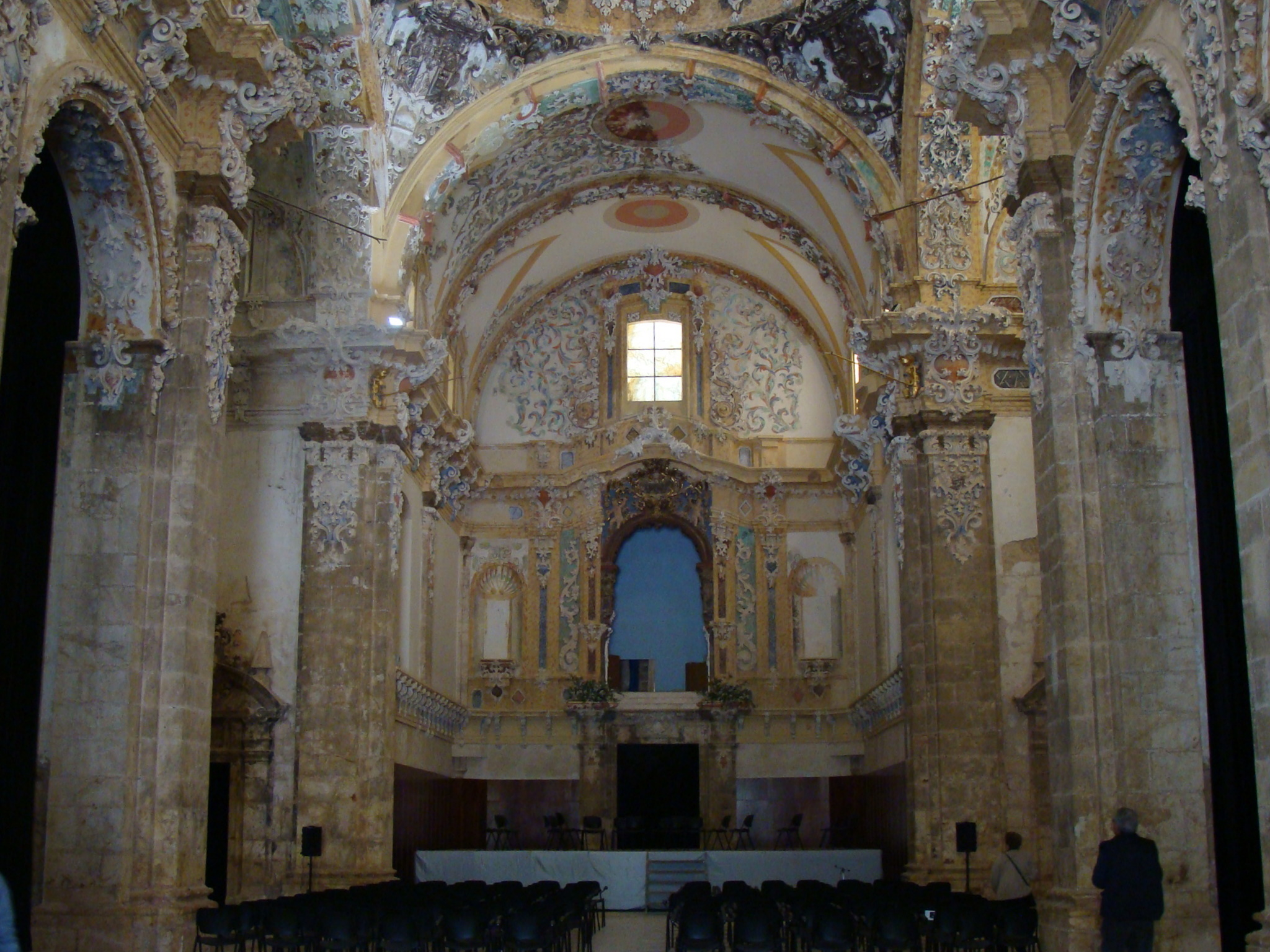
Das Innere der Klosterkirche Santa María de la Valldigna

- Kloster Santa María de la Valldigna: Das alte Zisterzienser-Kloster war beim Ankauf durch die valencianische Regionalregierung 1991 eine verlassene Ruine und wird bis heute renoviert.
- Route der Klöster von Valencia

- Moschee von La Xara oder Eremitage der Heiligen Anna. Es handelt sich um eine kleine Einsiedelei, die mitten in den Orangenfelder liegt. Es ist der einzige verbliebene Bau des alten Dorfes La Xara, das 1609 nach der Vertreibung der Muslime verlassen wurde. Der Bau ist rechteckig und es gibt eine östliche Tür mit einem Hufeisengewölbe. Der Bau wird von vier Kolonnen in drei Kirchenschiffen geteilt. Die Qibla ist das wichtigste Element, da sie die Richtung von Mekka zeigt. Heutzutage kann man auch den Mihrāb und zwei seitliche Türen an der Mauer der Qibla sehen. Außerhalb der Moschee gibt es einen alten Waschungsbrunnen.

- Kirche des Erzengels Michaels. Es ist die jetzige Pfarrkirche. Sie wurde im Barockstil erbaut. Sehenswert ist insbesondere die Statue des Heiligen Michaels.

- Der Font Gran (dt. Großer Brunnen) liegt mitten auf dem Platz mit diesem Namen innerhalb des Dorfes. Es ist eine Quelle mit einem großen Wasserbassin. Hier beginnt am 9. Oktober jedes Jahres eine Promenade.

## Wirtschaft
Das Dorf ist geprägt von Agrarwirtschaft. Insbesondere Zitrusfrüchte werden angebaut. Um die Orangen zu vermarkten, gibt es zwei Kooperativen, in der viele Einwohner des Dorfes arbeiten. Aber auch viele Immigranten, besonders von Osteuropa, arbeiten in Simat als Orangenernter, da viele jungen Leute außerhalb des Dorfes arbeiten.

## Demografie
| Bevölkerung | 3223 | 3141 | 3148 | 3114 | 3120 | 3112 | 3121 | 3291 | 3228 | 3090 | 3589 | 3722 |

## Persönlichkeiten
- Maria del Carme Girau i Alonso (* 1940), Sängerin und Liedermacherin

## Feste und Feiertage
- 16. Januar – Heiliger Antonius. Vor dem Tag des Heiligen Antonius versammelt sich die ganze Bevölkerung Simats auf dem Platz des Rathauses und ein großes Feuer wird entzündet. Da wird ein großer Feuer angezündet. Am Ende gibt es eine Tanzveranstaltung, die bis spät in die Nacht andauert. Am Tag des heiligen Antonius wird eine Messe gelesen und Tiere, Brot und einige traditionelle Kuchen werden gesegnet und verschenkt.
- 15. März – Valldignatag. An diesem Tag feiert die ganze Bevölkerung des Valldigna die Gründung des Zisterzienser-Klosters Santa Maria de Valldigna.
- 25. und 26. Juli – der heilige Jakob und die heilige Anna.
- 4. bis 6. August – Abdon und Sennen. Fest der Patrone Simats.
- 9. Oktober – "Nationaler Tag des valencianischen Landes". Traditionell wird ein Paella-Wettbewerb veranstaltet. Am Abend finden eine Kirmes und den traditionellen correfoc statt.